# Hydroptila delineata
Hydroptila delineata är en nattsländeart som beskrevs av Morton 1905. Hydroptila delineata ingår i släktet Hydroptila och familjen smånattsländor. Inga underarter finns listade i Catalogue of Life.